# Run Like Hell
«Run Like Hell» (с англ. — «Беги как чёрт») — песня британской рок-группы Pink Floyd из двойного альбома 1979 года The Wall. Представлена на четвёртой стороне второго винилового диска (LP) двадцать вторым по счёту треком. Автор музыки — Дэвид Гилмор, автор слов — Роджер Уотерс, вокальные партии исполняют Гилмор и Уотерс.
Помимо издания в альбоме The Wall песня «Run Like Hell» была выпущена как сингл в ряде европейских стран, США, Канаде, Коста-Рике, Аргентине, Австралии и Новой Зеландии. В канадском хит-параде сингл занял 15 место, в шведском — 18 место. Концертная версия песни была записана на второй стороне сингла «On the Turning Away» в форматах 7", 12" и CD в 1987 году. Также «Run Like Hell» издана на ряде сборников и концертных альбомов Pink Floyd. Песня входила в число основных концертных номеров группы в 1980—1990 годах, кроме того, она исполнялась в сольных концертных турах Дэвида Гилмора и Роджера Уотерса. В 1992 году инструментальные фрагменты «Run Like Hell» были записаны для звуковой дорожки документального фильма La Carrera Panamericana.
Дэвид Гилмор включает «Run Like Hell» в число своих самых любимых песен Pink Floyd.

## О песне
Музыка к песне «Run Like Hell» была написана Дэвидом Гилмором в 1978 году во время работы над сольным альбомом David Gilmour. В композициях данного альбома эта музыка так и не была использована, позднее Дэвид Гилмор предложил её для нового диска Pink Floyd. В соответствии с концепцией альбома The Wall Роджер Уотерс написал на эту музыку слова.
Запись песни проходила во время студийной работы над The Wall с апреля по ноябрь 1979 года, демоверсия была существенно доработана, в частности, в начало и в финал номера были добавлены возгласы фанатов «Pink Floyd — Pink Floyd», перерастающие в «Hummer — Hummer» (Роджер Уотерс по этому поводу заметил, что «идея в том, что мы превратились из старого доброго Pink Floyd, которого мы все знаем и любим, в наше злобное alter ego»).
Энди Маббетт, редактор журнала The Amazing Pudding и автор ряда книг о Pink Floyd, отмечал, что «слушая песню в первый раз, кажется, что отрывистые гитарные аккорды вступления и фиксированный диско-ритм 2/4 а-ля „военный марш“ делают её примитивной, однако этот темп идеально подходит угрожающим словам, как, очевидно, и задумал Уотерс».
Запись «визга шин» была произведена на автостоянке возле здания звукозаписывающей компании Producer’s Workshop в Лос-Анджелесе, где проходил процесс микширования альбома The Wall. На большой скорости по автостоянке ездил и совершал повороты автомобиль Ford LTD, которым управлял Фил Тейлор, рядом с ним сидел и кричал в микрофон Роджер Уотерс.
Для съёмок эпизодов фильма The Wall, сопровождающих песню «Run Like Hell», были приглашены скинхэды британской ультра-националистической группы «Тилбери Скинз» из юго-восточных районов Лондона. Они играли последователей гвардии Hummer Guard. Униформа с эмблемой из перекрещивающихся молотков была создана главным художником фильма Джеральдом Скарфом. По сюжету фильма «бритоголовые» из Hummer Guard совершили погром в кафе, принадлежащем «пакам», а также устроили «линчевание чернокожего и изнасилование его белой подружки в машине». Актёры, игравшие скинхэдов, исполнили свою роль настолько близко к реальности, что режиссёр картины Алан Паркер был вынужден большую часть этого видеоматериала вырезать из части фильма с «Run Like Hell».
По словам ударника группы, Ника Мейсона, автор песни Дэвид Гилмор отмечал, что его музыкальный вклад в запись альбома The Wall и, в особенности в записи композиций «Run Like Hell» и «Comfortably Numb» «был порядком недооценён».

## Исполнение на концертах
«Run Like Hell» исполнялась как часть сценических постановок The Wall в Нью-Йорке, Лос-Анджелесе, Лондоне и Дортмунде в 1980—1981 годах. На концертах The Wall Роджер Уотерс объявлял песню как «Run Like Fuck» и посвящал её «всем параноикам в зале», исполнение «Run Like Hell» во время этих концертов сопровождалось появлением над сценой и зрителями летающей свиньи.
Песня также входила в концертную программу сольного тура Дэвида Гилмора в 1984 году и была записана на видео Columbian Volcano Concert.
Музыканты Pink Floyd без Роджера Уотерса исполняли «Run Like Hell» во время гастрольного турне A Momentary Lapse of Reason в 1987—1988 годах и на концерте в Небуорте в 1990 году. Практически на всех концертах «Run Like Hell» исполнялась в финале представления на бис в сопровождении грандиозного фейерверка. Песня с концерта в Атланте в ноябре 1987 года была включена на вторую сторону сингла «On the Turning Away», а также в сборник 1992 года A CD Full of Secrets, изданный в США.
Роджер Уотерс представил постановку The Wall в Берлине в 1990 году. Эта постановка была позднее издана на видео. Концертная версия «Run Like Hell» была выпущена на второй стороне сингла «Another Brick in the Wall, Part 2».
«Run Like Hell» исполнялась также во время турне Pink Floyd 1994 года The Division Bell, на концертах этого тура вокальную партию Дэвида Гилмора исполнял басист Гай Пратт. На концертах он заменял слова «пошлют тебя обратно к маме в картонной коробке» на «пошлют тебя обратно в Нью-Йорк» или в тот город, в котором группа на данный момент выступала.

## Кавер-версии
- кавер-версия «Run Like Hell» была записана в 1997 году группой The Disco Biscuits[англ.];
- в 2001 году канадская женская хэви-металическая группа Kittie записала кавер-версию «Run Like Hell» в альбоме Oracle[англ.];
- российский дуэт, состоящий из скрипача Андрей Курти и виолончелиста Виктора Узура, записал инструментальную версию «Run Like Hell» в альбоме The Entertainers[23];
- в 2011 году итальянская группа Mastercastle записала версию «Run Like Hell» в альбоме Last Desire (special edition)[24], вокальные партии исполнила певица группы Джорджия Гельо вместе с солистом группы Necrodeath[англ.] Flegias.
- в 2015 году вышла версия группы Soulidium[англ.] в альбоме Awaken[англ.]

## Издания
Композиция «Run Like Hell» издавалась в следующих студийных альбомах, саундтреках и сборниках группы Pink Floyd:
| год  | альбом                                               | лейбл                                         | примечание                                                                                         |
| ---- | ---------------------------------------------------- | --------------------------------------------- | -------------------------------------------------------------------------------------------------- |
| 1979 | The Wall                                             | Harvest / EMI (Великобритания) Columbia (США) | оригинальная запись                                                                                |
| 1983 | The Wall                                             | MGM                                           | музыкальный фильм, сокращённая версия                                                              |
| 1988 | Delicate Sound of Thunder                            | EMI                                           | концертная запись                                                                                  |
| 1991 | Delicate Sound of Thunder                            | Sony Music Distribution                       | концертное видео                                                                                   |
| 1992 | Shine On                                             | EMI                                           | оригинальная запись в переиздании 7 студийных альбомов и 5 синглов группы, включая альбом The Wall |
| 1992 | La Carrera Panamerica                                | Sony Music Distribution                       | инструментальные фрагменты                                                                         |
| 1995 | P.U.L.S.E.                                           | EMI                                           | концертная запись                                                                                  |
| 1995 | P.U.L.S.E.                                           | EMI                                           | концертное видео                                                                                   |
| 1999 | Wall Live in Berlin                                  | Polygram                                      | концертная запись                                                                                  |
| 2000 | Is There Anybody Out There? The Wall: Live 1980—1981 | Columbia                                      | концертная запись                                                                                  |
| 2007 | Oh, by the Way                                       | EMI                                           | оригинальная запись в переиздании 14 студийных альбомов группы, включая альбом The Wall            |
| 2011 | Discovery                                            | EMI                                           | оригинальная запись в переиздании 14 студийных альбомов группы, включая альбом The Wall            |

В 1990 году компанией Polydor выпущен концертный альбом с записями разных исполнителей с фестиваля в Небуорте Knebworth: The Album, в который вошла песня «Run Like Hell». Запись переиздана на DVD в 2002 году Live at Knebworth, Pts. 1-3 [DVD].
Композиция «Run Like Hell» издавалась на следующих синглах группы Pink Floyd:
| год  | сингл                                                                         | страна | примечание               |
| ---- | ----------------------------------------------------------------------------- | --- | ------------------------ |
| 1980 | «Run Like Hell» / «Don’t Leave Me Now»                                        | Австралия, Канада, Коста-Рика, Франция, Германия, Италия, Нидерланды, Новая Зеландия, Португалия, Испания, Швеция и США | оригинальная запись (7") |
| 1980 | «Run Like Hell» / «Young Lust»                                                | Аргентина | оригинальная запись (7") |
| 1981 | «Run Like Hell» / «Comfortably Numb»                                          | США | оригинальная запись (7") |
| 1987 | «On the Turning Away» / «Run Like Hell» (live)                                | Австралия, Канада, Франция, Германия, Италия, ЮАР, Испания, Великобритания, США                                         | концертная запись (7")   |
| 1987 | «On the Turning Away» / «Run Like Hell» (live) / «On the Turning Away» (live) | Франция, Греция, Нидерланды, Великобритания                                                                             | концертная запись (12")  |
| 1987 | «On the Turning Away» / «Run Like Hell» (live) / «On the Turning Away» (live) | Великобритания | концертная запись (CD)   |

## Чарты
| Год  | Название чарта                          | Высшая позиция | Пребывание в чарте | Источник |
| ---- | --------------------------------------- | -------------- | ------------------ | -------- |
| 1980 | Германия                                | 46             | 9 недель           | [ 10 ]   |
| 1980 | Новая Зеландия Top 50 Singles           | 30             | 3 недели           | [ 29 ]   |
| 1980 | Швеция Sverigetopplistan Top 60 Singles | 18             | 1 неделя           | [ 10 ]   |

## Участники записи
Pink Floyd:
- Роджер Уотерс — вокал;
- Дэвид Гилмор — гитары, бас-гитара, тарелки, бэк-вокал;
- Ричард Райт — клавишные;
- Ник Мейсон — ударные;

а также:
- Ли Ритенауэр — гитара;
- Джеймс Гатри[англ.] — тарелки;
- Бобби Халл[англ.] — конги, бонго.